# Сирк, Леа
Ле́а (Ле́я) Сирк (Словен. Lea Sirk)— словенская певица и автор песен.

## Биография
Леа Сирк родилась 1 сентября 1989 года в городе Копер, СР Словения. Музыкой начала заниматься уже в 5 лет.
Она уже пыталась пробиться на Евровидение в 2009, 2010 и 2017. Вернувшись на словенский отбор в 2018, она выиграла с песней «Hvala, ne!», что позволило ей представлять свою страну на Евровидении 2018. Сирк выступила во втором полуфинале конкурса 10 мая и прошла в финал Евровидения 2018, который состоялся 12 мая. Там она заняла 22 место.